# خايمي فاسكيز
خايمي فاسكيز (بالإسبانية: Jaime Vásquez Ramírez)‏ هو لاعب كرة قدم ومدرب كرة قدم بيروفي في مركزي الهجوم، ولد في 21 فبراير 1991 في ليما في بيرو. شارك مع منتخب بيرو لكرة القدم. أما مع النوادي، فقد لعب مع نادي سبورتينغ كريستال.

## وصلات خارجية
- خايمي فاسكيز على موقع قاعدة بيانات كرة القدم.إي يو (الإنجليزية)
- خايمي فاسكيز على موقع ناشيونال فوتبول تيمز (الإنجليزية)
- خايمي فاسكيز على موقع Soccerway.com (الإنجليزية)